# Corno da caccia

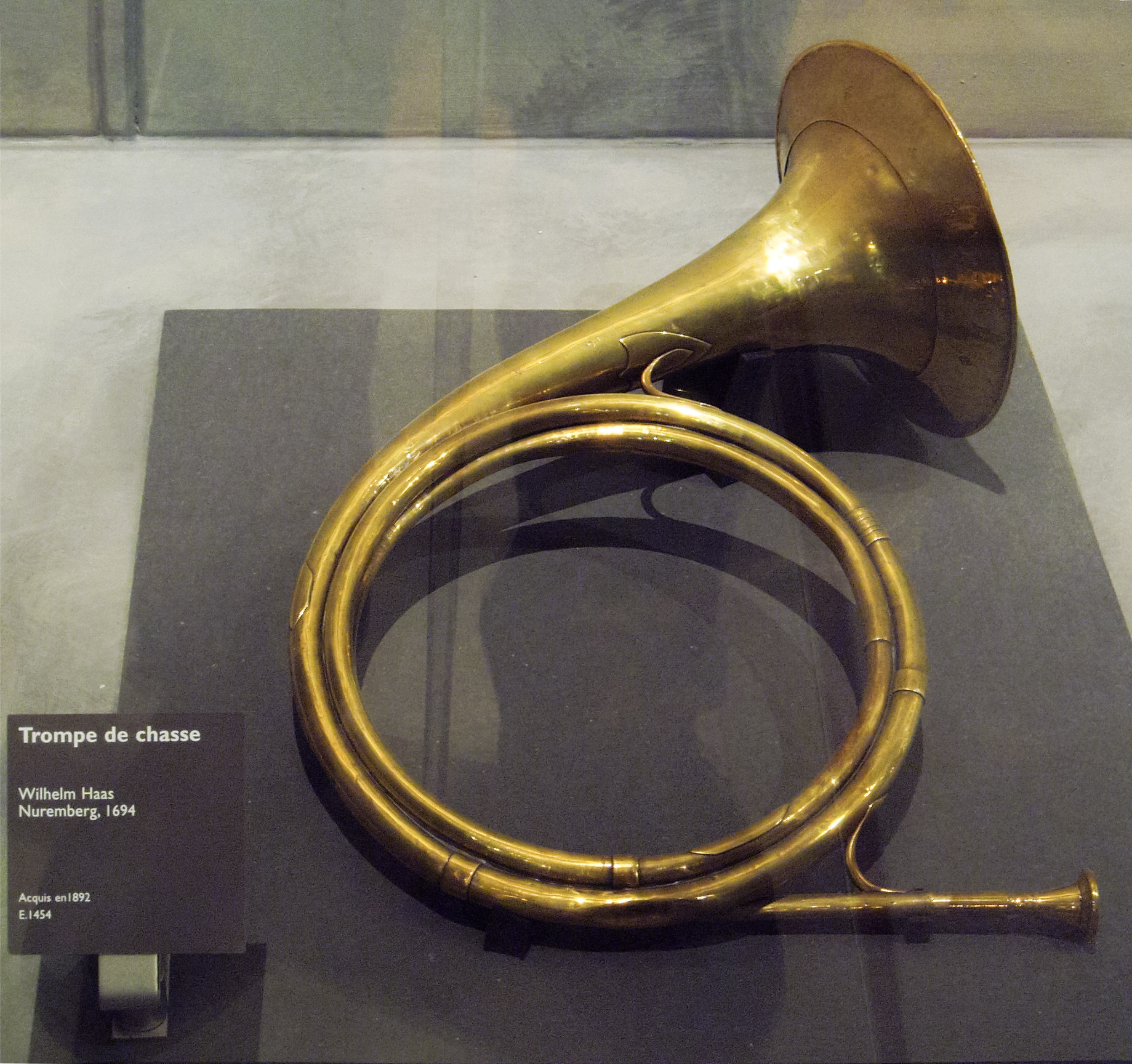
Jakthorn från Nürnberg (1694).

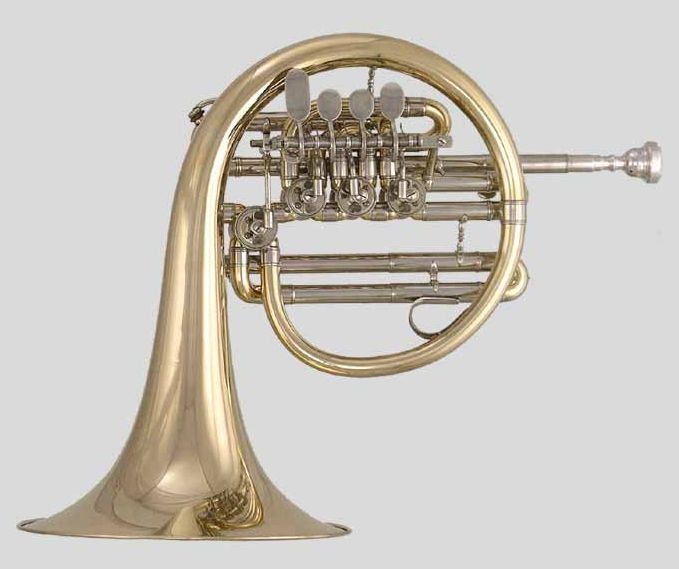
Modern variant av corno da caccia

Corno da caccia är ett bleckblåsinstrument i gruppen horninstrument och betyder översatt från italienska ’jakthorn’ (jämför med oboe da caccia). Den var vanligt förekommande i början av 1600-talet framför andra små horninstrument. Parallellt utvecklades i Frankrike cor de chasse, som användes i konstmusiken vid Ludvig XIV:s hov och som var större både till rörlängd och omfång. Bägge instrumenten var liksom trumpeten försedda med grytmunstycke. Ganska snart kom båda instrumenten inte bara att brukas vid jakt, utan även för konstmusik.
Akustiskt var corno da caccia i grunden en naturtrumpet i hornform. Liksom hos trumpeten är det koniska förloppet fram till klockstycket förskjutet, medan tonrörets huvuddel var mycket svagt konisk och dessutom mycket smalt. Till skillnad från (natur)trumpeten, som har ett två gånger 180° vänt rör, var corno da caccias runda konstruktion lättare att hantera.
Med tiden verkar begreppet också ha använts som benämning på stämningsläge. Musikstycken med hög, ljus tonhöjd kallades corno da caccia, lägre cor de chasse.